# Iglesia de San Martín (Noya)
La iglesia de San Martín de Noya (en gallego San Martiño de Noia) es uno de los monumentos religiosos e históricos más representativos de la villa de Noya, en la provincia de La Coruña (Galicia, España). Es Bien de Interés Cultural.

## Descripción
Se trata de una iglesia consagrada en 1434 de estilo ojival. Tiene una sola nave y ábside pentagonal. El pórtico es una imitación del Pórtico de la Gloria de la catedral de Santiago de Compostela. Fue construida por iniciativa del arzobispo de Santiago Lope de Mendoza, cuyo escudo se exhibe en el tímpano de la entrada.